# Ruyter
Ruyter de Mendonça Poubel (Duque de Caxias, 16 de julho de 1997), mais conhecido como Ruyter, é um empresário e influenciador digital brasileiro. Tornou-se figura recorrente na mídia devido a polêmicas envolvendo marcas de luxo, relacionamentos e processos judiciais.

## Biografia e carreira
Ruyter iniciou sua vida profissional ainda na juventude, atuando como vendedor ambulante e administrando um estacionamento. Posteriormente, passou a explorar oportunidades no mercado digital, dedicando-se a atividades de monetização online. Segundo o próprio, sua entrada no setor empresarial ocorreu por meio de investimentos e estratégias voltadas ao ambiente digital.
Em fevereiro de 2024, Ruyter fundou a Kirvano, uma plataforma de pagamentos digitais e monetização para a Creator Economy.
Ruyter construiu uma forte presença digital, acumulando mais de 42 milhões de seguidores. Seu conteúdo foca em lifestyle, negócios e entretenimento, destacando bens de luxo, sorteios de iPhones e dinheiro. Suas postagens exibem uma rotina de viagens, carros esportivos e festas milionárias.

### Controvérsias e Polêmicas
Ruyter é conhecido por polêmicas e controvérsias ao longo de sua carreira, que renderam repercussão na mídia e nas redes sociais.
Em 2023, ele e seu irmão, Erick, foram condenados em um processo de despejo após descumprirem o contrato de uma mansão no Rio de Janeiro. O contrato proibia eventos com mais de 20 pessoas, mas os irmãos realizaram festas frequentes, algumas com até 400 convidados. Um dos eventos mais graves citados no processo foi o aniversário de Larissa Manoela, que reuniu mais de 300 pessoas. Apesar das notificações dos proprietários, os irmãos se recusaram a deixar o imóvel, forçando o dono a ingressar na Justiça. O juiz determinou a desocupação em 15 dias, além de condená-los a pagar R$ 250 mil por quebra de contrato e danos ao imóvel.
Em Dezembro de 2024, Ruyter se tornou um dos alvos da Operação Faketech, que investiga estelionato eletrônico, jogo de azar e lavagem de dinheiro. Segundo a Polícia Civil da Baixada Santista, ele teria promovido apostas online e lucrado com as perdas dos seguidores, além de criar casas de apostas com o influenciador Jonatan Martins Pacheco, registrando empresas em nome de terceiros. Em 27 de janeiro de 2025, a polícia cumpriu 14 mandados de busca e apreensão em imóveis ligados aos investigados. Ruyter negou qualquer irregularidade, alegando que a investigação se baseia em denúncias de concorrentes e afirmou estar à disposição das autoridades.
Em janeiro de 2025, Ruyter afirmou ter sido banido pela Ferrari após personalizar uma F8 Spider Tributo 2023 como o personagem Relâmpago McQueen, do filme Carros. No entanto, a carta de banimento divulgada era falsa e incluía, em letras pequenas, uma mensagem em italiano revelando se tratar de uma ação de marketing.
Em junho de 2025, Ruyter Poubel foi alvo de críticas após a divulgação de um vídeo no qual, durante uma conversa com uma influenciadora natural de Rondônia, fez comentários associando a população do estado a características indígenas. As declarações tiveram repercussão negativa, sendo consideradas generalizações por internautas e moradores locais, que destacaram a diversidade étnica e cultural da região. Posteriormente, em resposta às críticas, Poubel reiterou sua fala em um novo vídeo, mantendo o episódio em evidência nas redes sociais e motivando manifestações contrárias de influenciadores e outras personalidades de Rondônia.

## Vida Pessoal
Ruyter leva um estilo de vida associado ao luxo, residindo em propriedades no Brasil e nos Estados Unidos. Entre seus imóveis, destaca-se uma mansão em Beverly Hills, avaliada em aproximadamente R$ 200 milhões.
Em 2024, surgiram rumores de um possível romance com a influenciadora Jade Picon, após ela aparecer em vídeos gravados na residência de Poubel e passar cerca de dez dias hospedada em sua mansão nos Estados Unidos. Apesar da repercussão nas redes sociais e na imprensa, nenhum dos dois confirmou publicamente o relacionamento.
Ruyter Poubel também atua em iniciativas filantrópicas, promovendo ações voltadas para comunidades em situação de vulnerabilidade. Entre suas contribuições, destaca-se a distribuição de aproximadamente 10 toneladas de alimentos na Ilha do Marajó. Em outra ocasião, proporcionou viagens internacionais a três vendedores ambulantes, dois deles para Paris e um para os Estados Unidos, onde visitou os parques temáticos da Disney. Poubel também doou aparelhos auditivos a dez pessoas com deficiência auditiva, devolvendo-lhes a capacidade de ouvir após anos de privação, e custeou a reforma de moradias para duas famílias.